# Collectivisation en Roumanie
La collectivisation en Roumanie était le processus de collectivisation des terres agricoles réealisé en la République populaire roumaine. Cela a commencé du 3 au 5 mars 1949 en adoptant le modèle soviétique de «transformation socialiste de l'agriculture» lors de la séance plénière du Comité central du Parti des travailleurs roumains.
Au cours de ce processus, qui a duré jusqu'en 1962, des millions des familles ont renoncé volontairement ou de force à leurs terres. Une grande partie des propriétés des paysants opposés, qui étaient déportés ou expulsés, ont été confisquées et utilisées pour le centre des institutions de parti ou des coopératives agricoles locales.